# Novobureiski
Novobureiski (en rus: Новобурейский) és un poble (un possiólok) de l'óblast de l'Amur, a Rússia, que el 2018 tenia 6.946 habitants, és la seu administrativa del districte de Bureiski.